# Fórnols de Cadí
|  | Per a altres significats, vegeu «Fórnols». |

Fórnols o Fórnols de Cadí, és un poble del municipi de la Vansa i Fórnols (Alt Urgell), situat a 1.285 metres d'altitud damunt el vessant dret de la vall de la Vansa (o també Lavansa). Les cases tenen teulades amb doble vessant, balconades de fusta a la façana i eixides amb arcs als darreres. Són agrupades entorn de l'església parroquial de Sant Climent.
Aquesta església, reconstruïda en època moderna (conserva encara un dels murs romànics), té un campanar de torre sobre un angle de la façana; aquesta té un portal adovellat i un ull de bou a sobre. S'hi conserva una còpia moderna d'una imatge romànica i un fragment d'un retaule gòtic dedicat a sant Climent.
Al poble hi ha la capella del Roser, barroca, i no gaire lluny, restes de l'antic castell de Fórnols. Hom celebra la festa major el tercer diumenge de novembre per Sant Climent i pel juliol la festa de Sant Jaume.
El lloc era de la senyoria del capítol de la Seu d'Urgell. Fou municipi independent fins al 1973. L'antic terme comprenia, a més, els pobles d'Adraén i de Cornellana i l'ermita de Sant Salvador d'Adraén.
Joan Coromines creu que el nom de Fórnols ve de la forma llatina furnulos, diminutiu plural de "forn", aplicat potser a coves en forma de forn, més que no pas a veritables forns.